# Preacher (TV-serie)
Preacher är en amerikansk TV-serie skapad av Evan Goldberg, Seth Rogen och Sam Catlin för TV-bolaget AMC Networks som driver TV-kanalen AMC. Serien är baserad på den tecknade serien med samma namn från serieförlaget Vertigo ett dotterbolag tillhörande DC Comics och skapad av Garth Ennis och Steve Dillon. Huvudrollen som pastorn Jesse Custer spelas av Dominic Cooper. 
Serien hade premiär den 22 maj 2016. Den första säsongen består av 10 avsnitt och den filmade versionen gör vissa avsteg från originalhistorien.

## Rollista och karaktärer (urval)
- Dominic Cooper som Jesse Custer, pastorn som i sin småstad i Texas försöker leda sin församling och hitta Gud.[4]
- Joseph Gilgun som Proinsias Cassidy, den irländska vampyren som hamnar i Custers kyrka och blir hans närmsta vän.[5]
- Ruth Negga som Tulip O'Hare, skicklig skytt och före detta flickvän till Custer.[6]
- Lucy Griffiths som Emily Woodrow; servitris, ensamstående mamma, kyrkans organist och Custers lojala vän och högra hand.[7]
- W. Earl Brown som Hugo Root, sheriff och pappa till  Eugene Root.[8]
- Ian Colletti som Eugene Root/ "Arseface" och son till Sheriffen. Han har en missbildning i ansiktet efter att ha skjutit sig själv och överlevt.[9]